# 先朝君主遺孀
先朝君主遺孀是總稱那些已駕崩前任君主的妻妾，又稱先朝老婦，除了正室如皇后、王后、王妃之外，又可稱為先朝妃嬪、先朝嬪妃、先朝嬪御等等，按照各朝代和各君主的不同規定，先朝君主遺孀會有不同的出路。
在某些朝代或地域，部份先朝君主遺孀會得到尊封為太皇太后、皇太后、皇太夫人、太妃、大妃等位號，但大部份也未得尊封。而在一些國家，即使是前任皇后或王后，也不一定會得到尊封。雖然英語的Queen dowager、Empress dowager常被翻譯為「王太后」、「皇太后」，但這些稱號實際上是指「先王遺后」、「先皇遺后」，當中dowager一字是指「從亡夫得到相應位號者」，只要前任君主一逝世，前任君主的王后或皇后就自動變成先王或先皇遺后，並非另外尊封的位號。而英語的Queen mother（王母太后）才是尊封位號。在中東、非洲實行一些一夫多妻制的皇室中也有類似情況，先朝君主的妻妾即使是正室也未必獲得尊封，反之新任君主的生母或被選為攝政的先朝君主妻妾不論嫡庶皆可獲得尊封，如鄂圖曼帝國的蘇丹皇太后就是以蘇丹生母身份獲得尊封，前任蘇丹的正室，即皇后或蘇丹，若非蘇丹生母，也不會受到尊封，只稱為「先皇遺后」。

## 東亞

### 中國
新任皇帝若為先帝子姪輩，不論嫡出、庶出還是過繼，皆尊在世的先帝遺后為皇太后。身為皇帝生母的妃嬪則尊為皇太妃，有時也加封皇太后。撫育皇帝的先朝妃嬪在先帝之皇后及皇帝生母皆已逝世的情況下亦會尊為皇太妃或皇太后。嗣帝与先帝同辈、甚至较先帝为尊辈：以皇帝本人的母亲为皇太后，至於先帝皇后則由嗣帝上徽號，稱○○皇后，如宋朝開寶皇后。
自汉朝起，有儿子的妃嫔，而其子又獲封爵位，通常跟隨子至其封地生活，她們亦會因應兒子的爵位獲尊封相應的等級，如王爵之母尊封為王太后（西漢）或王太妃（東漢以後）。无子的先朝妃嬪多會繼續留在宮中生活、或为先帝守陵，亦或遣回原籍。因中国古代社会反对收继婚，認為有违倫常，继任君主将父亲或前任的遺孀甚至無配偶名份的姬侍纳入后宫被视为禁忌。西汉时，刘贺曾宠幸汉昭帝的宫人蒙等人，下诏掖庭令“敢泄言要斩”。不久，霍光等人上奏太后上官氏，太后指责道：为人臣子当悖乱如是邪！佛教传入中国后，至南北朝时，妃嫔亦有选择出家為尼（一般仍受禮待，待遇比一般出家人好）。又因為提倡女性守贞，一些君主所有未得尊封的遺孀全部皆要出家，例如唐太宗駕崩後，其妃嬪皆全數入感業寺為尼。
宋代起有些先朝妃嬪要殉葬，例如宋高宗的王才人和李才人在高宗死後，就被繼位的宋孝宗強逼殉葬，但仍未成定制。元朝多位皇帝都有妃嬪殉葬。明代初期制度，貴妃以下未生育的妃嬪都要殉葬，至明英宗時才廢除。後金至清朝初年也有妃嬪殉葬，至康熙帝頒令禁止人殉才停止。
清朝時，未被尊封為太妃，就沒有資格獲得皇帝的孝養，只有微薄的月例，因此無兒無女的先朝嬪御，其生活水準一般都與當朝嬪御相差甚遠，有些貧困的先朝嬪御們，會以斷綾碎錦來刺繡、做些精緻出色的女紅，再遣人帶出宮外出售來賺錢。曾有宮詞詠嘆到：「寂寞長門恨轉增，夜深刀尺剪吳綾」。

### 日本
日本已逝天皇的皇后皆尊封皇太后。若新任天皇之母為妃嬪，則依照身份高低尊為皇太妃或皇太夫人，後來新任天皇生母不論是皇后還是妃嬪皆尊為皇太后。
由於史料缺乏，日本早期的先朝妃嬪的狀況不明。古代日本天皇妃嬪不少為皇族出身，並有內親王或女王位號，擁有食邑、莊園及領地等等，經濟力量雄厚。非皇族出身的先朝妃嬪也有些在丈夫生前獲賜食邑，即使居孀，生活也得到保障，例如天武天皇之夫人蘇我大蕤娘就獲賜食邑一百戶。亦有些出家為尼。鎌倉時代起，非天皇生母的先朝妃嬪出家後也有機會獲得女院稱號，有些則獲封准后。

### 朝鮮
朝鮮王朝時期，先王正妃尊為王大妃，新任國王生母若為嬪御，則尊為某某宮，但不會有其他尊封位號。其他先朝嬪御除非得到王大妃准許，否則必須離宮。有子女的先王嬪御有些會隨子女生活，無子女的有些會出家為尼。

## 歐洲
歐洲基督教國家奉行一夫一妻制，前任君主的妻子會因應從婚姻所得到的頭銜而得到不同的稱謂，皇后改稱先皇遺后（Empress dowager），王后改稱先王遺后（Queen dowager），王妃改稱先王遺妃（Princess dowager），通常分別漢譯為皇太后、王太后和王太妃。若王位是父親傳給子女，而前任君主的遺孀又是現任君主之母，則會因應其頭銜尊為王母太后（Queen mother）、皇母太后（Empress mother）或王母太妃（Princess mother）。

## 中東

### 鄂圖曼帝國
在鄂圖曼帝國，當蘇丹逝世，包括皇后或蘇丹、妃或可敦在內的所有遺孀皆須遷至舊皇宮（土耳其語：Eski Saray）居住，由於深宮孤寂，因此舊皇宮又稱為「淚之宮」。當中妃或可敦以下的庶妃，包括御妻、幸人（土耳其語：Ikbal））和睞人（土耳其語：Gözde），若無子（包括兒子已逝世或只有女兒者）可以改嫁。新任蘇丹即位後，其生母或養母會被迎回新任蘇丹所居住之皇宮，並尊為蘇丹皇太后，統率後宮。其他后妃則不會被尊封，除非跟隨擔任總督的兒子於管轄地居住，否則須留在舊皇宮中終老。